# Marius Corbett
Marius Corbett (* 26. září 1975, Potchefstroom) je bývalý jihoafrický atlet, jehož specializací byl hod oštěpem.
Jeho životním úspěchem byl nečekaný titul mistra světa v hodu oštěpem v roce 1997 v Athénách. O rok později si vytvořil osobní rekord výkonem 88,75 metru.